# Grozon
Grozon – miejscowość i gmina we Francji, w regionie Burgundia-Franche-Comté, w departamencie Jura.
Według danych na rok 1990 gminę zamieszkiwało 405 osób, a gęstość zaludnienia wynosiła 28 osób/km² (wśród 1786 gmin Franche-Comté Grozon plasuje się na 373. miejscu pod względem liczby ludności, natomiast pod względem powierzchni na miejscu 225.).